# R.K. Brummitt
Richard Kenneth (Dick) Brummitt (Liverpool, 22 mei 1937 – 18 september 2013) was een Brits botanicus. Hij was van 1963 tot 1999 verbonden aan het herbarium van de Royal Botanic Gardens, Kew, later als emeritus-staflid. 
Vanaf 1975 was Brummitt secretaris van het Committee for the Nomenclature of Vascular plants en van het Species Plantarum Programme. Hij is (mede)auteur van een aantal naslagwerken, waaronder:
- G.V. Pope & R.K. Brummitt (1991). A bibliography for Flora Zambesiaca. Royal Botanic Gardens, Kew.
- R.K. Brummitt (1992). Vascular plant families and genera. Royal Botanic Gardens, Kew.
- R.K. Brummitt & C.E. Powell (ed.) (1992). Authors of plant names. Royal Botanic Gardens, Kew.
- R.K. Brummitt & Serena K. Marner (1993). Proteaceae. Rotterdam: Balkema; Richmond: Royal Botanic Gardens, Kew.

Brummitt is ook bekend geworden als uitgesproken voorstander van het toelaten van parafyletische groepen in biologische classificaties. Het indelen van soorten volgens taxonomische rangen, die naast de afstamming ook gebaseerd zijn op de kenmerken van de soorten, en de cladistische weergave van de afstammingsgeschiedenis van soorten zouden volgens hem naast elkaar moeten kunnen bestaan.
- Bibliothèque nationale de France: cb123860273 (data)
- Author citation (botany): Brummitt
- CiNii: DA13896596
- Gemeinsame Normdatei: 1132226392
- International Standard Name Identifier: 0000 0000 5490 2166
- Library of Congress Control Number: n93008068
- Nationale Bibliotheek van Tsjechië: uk2007310153
- Nationale Bibliotheek van Israël: 987007444446405171
- Nederlandse Thesaurus van Auteursnamen: 150266251
- Système universitaire de documentation: 077701704
- Museum of New Zealand Te Papa Tongarewa: 52742
- Virtual International Authority File: 41921927
- WorldCat: E39PBJbM6b9R9HqFHDbV7TwwG3